# Oíd mortales el grito sangrado
Oíd mortales el grito sangrado es el segundo álbum de estudio de la banda argentina de heavy metal Horcas, publicado en 1992 por Radio Trípoli.

## Canciones
Todas las canciones escritas y compuestas por Horcas, excepto "Solucion Suicida" escrita por Ricardo Iorio y compuesta por Ricardo Chofa Moreno. 
| N.º | Título                 | Duración |  |
| 1.  | «Solución suicida»     | 5:20     |  |
| 2.  | «Falsa fe»             | 5:05     |  |
| 3.  | «Fuera de la realidad» | 0:36     |  |
| 4.  | «Teatro del horror»    | 4:42     |  |
| 5.  | «Violados y devorados» | 3:35     |  |
| 6.  | «La fuerza del mal»    | 2:36     |  |
| 7.  | «Sentimiento inmortal» | 0:41     |  |
| 8.  | «Azotes del mundo»     | 4:42     |  |
| 9.  | «Atormentador»         | 5:57     |  |
| 10. | «Corre por tus venas»  | 0:38     |  |
| 11. | «Muerto en la calle»   | 5:10     |  |

## Créditos

### Horcas
- Osvaldo Civile - Guitarra.
- Hugo Benítez - Voz.
- Oscar Castro - Guitarra.
- Norberto Yáñez - Bajo.
- Gabriel Ganzo - Batería.

### Producción
- Claudio Ponieman - Diseño gráfico
- Martín Gimeno - Prensa y difusión
- Marcelo Tommy Moya - Mánager